# RADIO-izm
RADIO-izm（レディオ・イズム）は、山梨県をメインエリアとする関東圏のラジオ局・FM-FUJIで1996年4月1日から2009年3月31日まで13年にわたり平日の夕方に放送されていたワイド番組。

## 概要・歴史
1990年秋から5年半にわたって放送された夕方の電話リクエスト番組「SUNSET CALLING」の流れを引き継ぐ電リク参加型番組として1996年4月1日にスタートした。
この番組では、洋楽・邦楽問わずリクエストやメッセージを電話、FAX、Eメールで受け付けていた。

### 3時間（電リク番組）時代

#### 丸の内時代
- 1996年4月の放送開始より、甲府市丸の内のFM富士旧本社第2スタジオから生放送されていた。
- RADIO-izmでは1996年の番組開始当初から、16:00 - 18:30（一時期15:30より受け付けていたこともある）の時間帯で電話によるリクエストの受付を行っていた。
- ただリクエスト曲をかけたり電話やFAXで寄せられたメッセージを紹介したりするだけにとどまらず、個性的な企画に当初から力を入れてきた。初期は、リスナーから寄せられた喜怒哀楽を紹介する「FEELING NOW〜今日の喜怒哀楽」や、DJそれぞれの感性を生かした「HEAT UP」といったコーナーが人気であった。なお「HEAT UP」はのちに「IZM DJ's 5」へと継承されることになる。
- DJは毎日1名ずつが担当し、番組開始当初から2001年12月までは月・火曜、水・木曜、金曜と、週3人制のシフトを置いていた（ただし1999年10月から2000年3月までは月・火曜(宮沢光邦)、水曜(奥居俊二)、木・金曜(みんしる)の変則シフトを取っていた）。その後、2002年1月より月 - 金曜まで毎日、週5人制の日替わりシフトとなる。

#### 川田町へ移転、電リク時代の終了
- 2006年7月にエフエム富士本社が川田町アリアへ移転したのに伴い、7月3日の放送よりアリア内の本社スタジオAからの生放送を開始。アリアから最初に放送したDJは月曜日担当のHappy だんばらである。
- この頃から新聞ラ・テ欄などで「○○イズム」（○○はDJの愛称が入る）の表記が増えてくる。（例：「"セ"イズム」=服部整治[1]「さっちゃんイズム」=大出佐智子、など）
- 2000年代まで乱立していた電リク番組も、FAX、パソコンやメール機能付き携帯電話等の普及によって次々と消え、関東近郊の他FM局ではRADIO-izm以外では、裏番組であったbayfmの「BAY LINE 7300」とJ-WAVEの「GROOVE LINE」を残すのみとなった。RADIO-izmも時代の流れには逆らえず、2008年春に番組がリニューアルされることになり、「SUNSET CALLING」時代から足かけ18年続いた電話受付を3月31日をもって終了した。なお「GROOVE LINE」も同日で電話受付を終了した。

## 番組の終焉
2008年4月1日より、放送時間が19：54まで延長、3時間54分に拡大される。電話による受付が廃止され、それまであったコーナーの減少のほか、最新の夕刊各紙の記事からピックアップして紹介する「夕刊イズコラム」の登場などで、番組内容も大きく様変わりすることになる。2009年3月31日をもって、13年間にわたる番組の歴史に幕を下ろした。当番組が電リク撤退後も唯一電リクを続けていた裏番組である「BAY LINE 7300」も同日をもって番組を終了し、これで関東地区のFM局からレギュラー放送の電リク番組が全て姿を消した。
翌4月1日よりRADIO-izm末期のスタイルを踏襲した新番組『PUMP UP RADIO』として新たなスタートを切った。

## 放送時間
| 期間       | 期間       | 放送時間（日本時間）               | 備考                                              |
| ---------- | ---------- | ---------------------------------- | ------------------------------------------------- |
| 1996.04.01 | 2001.03.30 | 月曜 - 金曜 16:00 - 18:55（175分） |                                                   |
| 2001.04.02 | 2007.01.31 | 月曜 - 金曜 16:00 - 18:50（170分） | テレマートラジオショッピングのため5分繰り上げ終了 |
| 2007.02.01 | 2008.03.31 | 月曜 - 金曜 16:00 - 18:54（174分） | [ 5 ]                                             |
| 2008.04.01 | 2009.03.31 | 月曜 - 金曜 16:00 - 19:54（234分） |                                                   |

## 歴代担当DJ
| 期間      | 期間       | 月             | 火         | 水       | 木         | 金           |
| --------- | ---------- | -------------- | ---------- | -------- | ---------- | ------------ |
| 1996.4.1  | 1997.3.31  | 島田奈央子     | 島田奈央子 | 近田和生 | 近田和生   | 宅麻仁       |
| 1997.4.1  | 1998.3.31  | 高岡あや       | 高岡あや   | 近田和生 | 近田和生   | 宅麻仁       |
| 1998.4.1  | 1999.3.26  | みんしる       | みんしる   | 奥居俊二 | 奥居俊二   | 宅麻仁       |
| 1999.3.29 | 1999.9.30  | みんしる       | みんしる   | 奥居俊二 | 奥居俊二   | 宮沢光邦     |
| 1999.10.1 | 2000.3.31  | 宮沢光邦       | 宮沢光邦   | 奥居俊二 | みんしる   | みんしる     |
| 2000.4.3  | 2001.12.31 | みんしる       | みんしる   | 宮沢光邦 | 宮沢光邦   | 佐藤ドミンゴ |
| 2002.1.4  | 2003.9.30  | みんしる       | 服部整治   | 実由     | 江藤麻由   | 佐藤ドミンゴ |
| 2003.10.1 | 2005.4.1   | JIRO           | 実由       | 服部整治 | みんしる   | 佐藤ドミンゴ |
| 2005.4.4  | 2007.3.30  | Happy だんばら | 実由       | 服部整治 | 斉藤りさ   | 佐藤ドミンゴ |
| 2007.4.2  | 2008.3.28  | Happy だんばら | 実由       | 服部整治 | 大出佐智子 | 佐藤ドミンゴ |
| 2008.3.31 | 2009.3.31  | Happy だんばら | 野村富美江 | 服部整治 | 大出佐智子 | 佐藤ドミンゴ |

## 基本タイムテーブル
（2008年度）
16:00 オープニング
16:45 RADIO SHOPPER'S NAVI
16:55 ザ・やまなしトピックス（山梨日日新聞）
17:00 
月曜日のみ17:00 FUTURE HITS（新星堂レコード店と協力）
17:30 NEWS HEADLINE
17:40 夕刊イズコラム
18:00
18:05 V.I.P SEAT
18:30 NEWS HEADLINE
スキーシーズンのみ18:40 SKI INFORMATION（ゲレンデ情報）
19:00
19:20 IZM DJ's 5
19:50 エンディング
（随時、交通情報・天気予報を挿入）

## 主なコーナー
- FEELING NOW〜今日の喜怒哀楽
- TAKE THE READ - 話題の最新商品を紹介するコーナー。1996.4-1997.3。
- WONDER AROUND
- HEAT UP（Part1、Part2）
  - ミニ・マニアック（月曜日）
  - NAOKO'S THINKING（火曜日→月曜日）
  - WOMAN'S CHECK!（火曜日 1996.10-1997.3）
  - CLUB WASEI（水曜日・木曜日→水曜日→木曜日）
  - SELF RECOLLECTION（水曜日 1996.4-6）
  - 和生の愛（水曜日 1996.10-1997.1）
  - DO OR DIE?（木曜日）
  - LOOKIN'BACK HEROES（水曜日 1997.2-3）
  - READYENT'80s（金曜日）
- ざ・かっぷりんぐ（1996.7-9）
- DOKKIRI izm - 毎日異なるテーマとともにメッセージを募集し、放送中にDJとリスナーが電話で会話するというサプライズ的な企画だった。1997.4-12。
- REPORT izm - リスナーがリポーターとなり、DJが用意したテーマに沿ってリポートする企画。リポーターは各曜日月替わり制。1997.4-1998.3。
- COOKING izm - 夕食のおかずの簡単レシピを紹介するコーナー。1998.1-3。
- Izm-GLORY HISTORY
- V.I.P SEAT - 毎日18：05-18：15ごろ放送されていたコーナーで、毎日DJがリスナー1名からの大切な人へのメッセージを添えてリクエストを紹介していた。なお、VIPは「ビップ」ではなく「ブイアイピー」と読むのが正解である。
- IZM-DJ's 5
  - シネマホリック
  - ご当地バンザイ（水曜日）
  - ミュー竹取物語
  - ミュージカイングリッシュ（木曜日）
  - カロカロカロリー
  - めん道
  - ふぉりな侍（木曜日）
  - おそとde Happy（月曜日）
  - トレンドセッター（火曜日）[7]
  - 漫画道（水曜日）
  - HEALTHY MAGIC（木曜日）
  - ディースポ（金曜日）

など

## エピソード
リクエスト曲音飛び事件
- 1996年6月17日の放送中、吉川晃司の「サヨナラは八月のララバイ」をプレイしていたが、音飛びが続いてしまい、プレイを途中で打ち切って次の曲（松田聖子「あなたに逢いたくて〜Missing You〜」）へ切り替えた。その曲の後DJの島田奈央子がリスナーに謝罪した。

宅麻仁遅刻事件
- 1997年1月17日、金曜担当（当時）の宅麻仁のスタジオ入りが遅れ、到着までの間、前番組の『SOUND SPEC.』金曜担当（当時）の西本淑子がつなぎで担当。西本が代わっている間に宅麻が電車で遅れていると伝えたが、当の宅麻本人は買物に行っていたという理由を到着後すぐ明かした。

近田和生の緊急登板
- 2001年まではDJ担当が週3人制シフトだったため、同じDJが他の曜日まで続けて担当する事もあった。特に近田和生の場合は以下のエピソードがある。
  - 1996年9月20日：金曜担当（当時）の宅麻が急病のため、当時水・木曜担当の近田がピンチヒッターとして緊急登板。正規の担当日と含めて3日連続で出演する事態となった。
  - さらに12月30日・31日の2日間も、年内最後の担当予定だった島田（月・火、当時）が盲腸で入院したため、またも近田が急遽登板。30日のオープニングで近田が、風邪を引いてしまった島田のふりをして登場したため、番組に「いきなり男性の声がした」などのFAXが届いた。しかし急なこととはいえ、近田は自ら、リスナーと電話をつなぐ緊急企画を即興で行うなど、1年の最後を熱く締めくくった。
  - なお、近田は1997年7月11日放送の『SUNSHINE BREEZE』（土曜日11:00 - 15:55、当時宅麻が担当していた番組）でも夏休みの宅麻のピンチヒッターを担当。また、降板前の1998年冬にも1回金曜日に宅麻の代わりに登場したことがある(放送日不明)。近田はこれで月曜日から金曜日そして土曜日の番組まで、全曜日に出演した。

その他の代役起用例
- 1997年7月10日の放送は、金曜担当（当時）の宅麻が夏休みのため、月・火担当（当時）の高岡あやがピンチヒッターで出演。
- 1997年8月20日・21日の2日間は、夏休みの近田に代って、近田と同じ事務所に所属するバカボン鬼塚がピンチヒッター。当時、先輩であるバカボンが担当していた「SUPER FREAK SUNDAY」にも、近田が少しゲストで登場したことがある。
- 2007年3月21日は、水曜担当の服部整治が病欠のため、火曜担当（当時）の実由が代役を担当した。また2009年2月13日は、金曜担当の佐藤ドミンゴが全国民放ラジオキャンペーンのラジオ収録のため、木曜担当の大出佐智子が代役を担当した。

サプライズオペレーター
- 電リク番組時代、リクエストの電話を取り次ぐオペレーターは、普段はアルバイトの女性などが業務していた。が、サプライズゲストとして、こんな人が登場したこともある。1997年5月2日の放送に、当時「SUNSHINE BREEZE」で宅麻とコンビを組んでいた江崎エツコが隠しオペレーターとして電話業務に参加していた。翌日「SUNSHINE BREEZE」が富士急ハイランドから出張生放送のため、そのPRの一環によるものだった。江崎は番組エンディングにもゲストで登場。

ジェラゾー
- 宅麻が金曜日を担当していた当時、1996年5月ごろから1997年春にかけて、番組にリクエストを出したリスナーに毎週1個限定で「ジェラゾー」なるものをプレゼントしていた。しかし、ジェラゾーの正体が何であるかは、最後まで番組内でも露にすることはなかった。

その他
- 放送日が不明だが、番組宛にスーパーのチラシがFAXで送られてきたことがある。